# The Cajun Way
| Recensione              | Giudizio |
| ----------------------- | -------- |
| AllMusic                |          |
| Dizionario del Pop-Rock | [ 2 ]    |

The Cajun Way è il primo album discografico di Doug Kershaw, pubblicato dalla casa discografica Warner Bros. Records nel 1969.

## Tracce

### LP
Lato A
Testi e musiche di Doug Kershaw, eccetto dove indicato.
1. Diggy Diggy Lo – 2:20 (Joseph Delton Miller)
2. If We Don't Stop Rushing (We'll Never Get There) – 2:30
3. Bayou Teche – 2:24
4. Come Kiss Your Man – 2:49
5. Papa Died Old – 3:41
6. Feed It to the Fish – 1:55 (Doug Kershaw, Don Chapel)

Lato B
Testi e musiche di Doug Kershaw.
1. You Fight Your Fight and I'll Fight Me – 3:19
2. Papa and Mama Had Love – 2:25
3. When I'm Fully Grown – 3:28
4. Rita, Put Your Black Shoes On – 2:21
5. Sweet Jole Blon' – 2:32
6. Louisiana Man – 3:08

## Musicisti
- Doug Kershaw - voce, strumenti vari
- Altri musicisti non accreditati

Note aggiuntive
- Buddy Killen - produttore
- Registrazioni effettuate al Woodland Sound Studios di Nashville, Tennessee (Stati Uniti)
- Ernie Winfrey e Lee Hazen - ingegneri delle registrazioni
- Saul Holiff, Andy Wickham e Joe Smith - ombudsmen
- Jim Marshall - fotografie copertina album originale
- Ed Thrasher - art direction copertina album originale
- Johnny Cash - note retrocopertina album originale[3]

## Classifica
Singoli
| Anno | Titolo del brano | Classifica        | Posizione raggiunta |
| ---- | ---------------- | ----------------- | ------------------- |
| 1969 | Diggy Diggy Lo   | Hot Country Songs | 70                  |